# جان راس
سِر جان راس CB‏ (Sir John Ross) (زادهٔ ۲۴ ژوئن ۱۷۷۷ – درگذشتهٔ ۳۰ اوت ۱۸۵۶)، افسر نیروی دریایی پادشاهی و کاوشگر قطب، اهل اسکاتلند بود. او عموی سِر جیمز کلارک راس، کسی که با وی به سفر اکتشافی شمالگان رفت، بوده و بعدها سفرهای اکتشافی را به جنوبگان هدایت نمود.

## زندگی‌نامه

### اوایل زندگی
جان راس در ۲۴ ژوئن ۱۷۷۷ در بالساروچ، گالووی غربی در اسکاتلند به‌دنیا آمد. او فرزند رورند اندرو راس اهل بالساروچ، سرپرست حوزه کلیسایی اینچ در ویگتونشایر و همسر وی الیزابت کورسین، دختر رابرت کورسین رئیس انجمن شهر دامفریس، بود.

### حرفه در نیروی دریایی
راس در ۱۷۸۶ میلادی، زمانی که ۹ سال سن داشت، به عنوان داوطلب کلاس اول به نیروی دریایی پادشاهی بریتانیا پیوسته و در کشتی اچ‌ام‌اس پیرل موظف گردید. این کشتی به‌زودی وارد آب‌های دریای مدیترانه شده و تا سال ۱۷۸۹ میلادی در آنجا ماند. سپس او برای چندین ماه در کشتی اچ‌ام‌اس ایمپرگنبل خدمت نموده و بعد از آن، به یک ناوگان بازرگانی منتقل گردید که هشت سال در آن خدمت نمود. در سپتامبر ۱۷۹۹ او دوباره به نیروی دریایی فراخوانده شده و به عنوان افسر دون پایه اچ‌ام‌اس ویزل گماشته شد، کشتی که چندی بعد در یورش انگلستان و امپراتوری روسیه به هلند شرکت کرد.
متعاقب شرکت در یورش، او برای مدت کوتاهی در کشتی‌های اچ‌ام‌اس کلاید و اچ‌ام‌اس دلیجنس خدمت نمود و در این مدت به درجه نظامی ناوبان یکم ارتقا نمود.
از ۱۸۰۳ به بعد او در کشتی‌های مختلف، بیشتر در ایستگاه بالتیک، خدمت کرد. این دوره شامل خدمت در اچ‌ام‌اس گرامپوس و اچ‌ام‌اس ویکتوری، ناو سرفرماندهی ناوگان بالتیک، دریادار جیمز ساوماریز، بود. در جریان خدمت خود، راس چندین بار زخم برداشت که شدیدترین آن در ۱۸۰۶ میلادی زمانی حضور در یک کشتی اسپانیایی بود؛ او توسط شمشیر و سر نیزه زخم برداشت و همچنین دست‌ها و پاهای او شکسته بودند. اواخر ۱۸۰۸ میلادی، راس به‌طور موقتی به نیروی دریایی سوئد منتقل گردید. در ۱۸۱۲ میلادی، او به درجه ناخدای دوم ترفیع داده شد.

### سفرهای اکتشافی شمالگان

#### ۱۸۱۸ میلادی: نخستین سفر اکتشافی به شمالگان
در ۱۸۱۸ میلادی، فرماندهی سفری اکتشافی شمالگان که از سوی نیروی دریایی بریتانیا راه‌اندازی شده بود به راس تعلق گرفت، نخستین سفر از یک سری سفرها در تلاشی برای حل مسئله گذرگاه شمال‌غربی. این سفر اکتشافی، دور زدن به شمال‌شرق‌ترین نقطه ساحل آمریکا و رفتن به تنگه برینگ را به دنبال داشت. او همچنین موظف بود تا جریان‌ها، جذر و مدها، وضعیت یخ و وضعیت مغناطیسی را یادداشت نموده و نمونه‌های را که در مسیر راه می‌یابد، گردآوری نماید.
این سفر اکتشافی، درحالی‌که راس فرماندهی ایزابیلا، کشتی استخدام شده توسط اداره نیروی دریایی را برعهده داشت در همراهی با الکساندر، یک کشتی استخدام شده دیگر تحت فرماندهی ناوبان یکم ویلیام ادوارد پاری، در ماه آوریل لندن را ترک کرد. راس در اطراف خلیج بافین خلاف عقربه ساعت دور زد و مشاهداتی را که ویلیام بافین دویست سال قبل انجام داده بود، مجدداً تکرار کرد. در ماه اوت، او به دریاراه لانکاستر در انتهای شمالی جزیره بافین وارد شد؛ بعدها دریافته شد که جزیره بافین در واقع دروازه شرقی گذرگاه شمال‌غربی است. او چند مایل به سمت غرب پیش رفت، اما با دیدن سرابی که ظاهراً کوه‌ها را در انتهای تنگه نشان می‌داد، دیگر پیش نرفت. او این کوه‌های که ظاهراً دیده می‌شدند را به افتخار جان ویلسن کراکر نخستین سرپرست اداره نیروی دریایی، «کوه‌های کراکر» نام‌گذاری نمود. او علی‌رغم اعتراض چندین افسر خود، از جمله پاری و ادوارد سابین که می‌گفتند او می‌بایست این «کوه‌ها» را بیشتر بررسی نماید، دوباره به انگلستان بازگشت.
گزارش این سفر دریایی یک سال بعد منتشر شد و اختلاف‌نظری که میان آنها وجود داشت را نیز روشن ساخت، اما مناقشه‌های بعدی روی موجودیت کوه‌های کراکر شهرت او را ویران کرد. این سفر اکتشافی موفق نشد به اکتشافات چندانی که جدید باشد، دست یابد. اثر اصلی این سفر، باز شدن مسیری برای کشتی‌های شکار نهنگ به شمال خلیج بافین و همچنین برانگیختن پاری بود تا او دوباره دریاراه لانکاستر را مورد بررسی قرارداده و یک بخش اعظم گذرگاه شمال‌غربی را اکتشاف نماید. هنگام بازگشت به اسکاتلند، راس درجه ناخدا را به‌دست آورده و تقریباً در همین زمان خانه نارت ویست کاسل را در استران‌رار، جنوب‌غرب اسکاتلند ساخت.

#### ۱۸۲۹ میلادی: دومین سفر اکتشافی به شمالگان
پاری که در سفر قبلی ناوبان یکم وی بود، در ۱۸۱۹ میلادی به شمالگان برگشته و ۶۰۰ مایل (۹۷۰ کیلومتر) فراتر از «کوه‌های کراکر» به سمت غرب پیشرفت و در آنجا کانال پاری –محور اصلی گذرگاه شمال‌غربی– را کشف کرد. تا اندازه‌ای برای اعاده شهرت خود، راس پیشنهاد نمود تا از یک کشتی بخار که ته آن کمتر در آب فرومی‌رود، استفاده نموده و از یخ عبور نماید. اداره نیروی دریایی به این پیشنهاد علاقه نشان نداد، اما او توانست جین-ماگنیت فیلکس بوث را قانع سازد تا از دومین سفر اکتشافی او به شمالگان حمایت مالی نماید، سفری که در ۱۸۲۹ میلادی آغاز شد. او کشتی ویکتوری را با خود داشت، کشتی بخار که در اطراف خود دارای چرخ و پارو بود که هنگام رسیدن به یخ می‌توانست بلند کرده شود، این کشتی همچنین مجهز به یک گرم‌کن تجربی با فشار بلند بود که توسط جان اریکسون ساخته شده بود. کشتی ویکتوری در ۱۸۲۶ میلادی ساخته شده بود و قبلاً از آن به عنوان کشتی ترابری فری میان لیورپول و جزیره مان کار گرفته می‌شد. انجین کشتی مشکل‌ساز شده و در جریان زمستان اول در ساحل دور انداخته شد. این کشتی چهار افسر – جان راس، جیمز کلارک راس، ویلیام تام، جراح جرج مک‌دایرمید- و ۱۹ مرد را حمل می‌کرد. هدف این سفر اکتشافی رسیدن به خلیجک پرنس ریجینت در انتهای غربی جزیره بافین بود، جاییکه پاری در ۱۸۲۵ میلادی کشتی خود، فیوری را از دست داده بود.
راس در ۲۳ می ۱۸۲۹، رود تیمز را ترک کرد. خلیج بافین به‌طور غیرمعمولی عاری از یخ بود و او توانست در ۶ اوت از نقطه‌ای که ۱۰ سال قبل از آنجا برگشته بود، عبور نماید. در ۱۱ اوت، او به سمت جنوب به خلیجک پرنس ریجیت حرکت نموده و در ۱۳ اوت به ساحل فیوری رسید، جاییکه پاری کشتی خود را رها کرده بود. لاشهٔ کشتی دیده نمی‌شد، اما توده‌ای از انبار در ساحل موجود بود و او برخی آنها را برداشت. او که به سفر خود به‌سوی جنوب ادامه می‌داد، به نخستین اروپایی مبدل شد که از خلیج  بوتیا دیدار کرد، اما در اواخر سپتامبر مسیر او در نقطه ۲۰۰ مایل (۳۲۰ کیلومتر) در جنوب ساحل فیوری توسط یخ مسدود گردید. او زمستان را در لنگرگاه فیلکس که در لبه شرقی شبه‌جزیره بوتیا موقعیت داشت، سپری کرد. در ژانویه ۱۸۳۰، گروهی از مردمان نیتسیلیک اینوئیت به آنجا رسیدند و غذا و اطلاعات فراهم کردند. نجار کشتی برای یکی از آنها پای چوبی ساخت.

## ارجاعات
1. ↑  Fleming 1998, p. 36.
2. 1 2 3  O'Byrne 1849, pp. 1006–1007.
3. 1 2  Edinger 2003, p. 5.
4. 1 2 3  Chisholm 1911, p. 740.
5. ↑  "John Ross: The discovery of the magnetic pole". Library and Archives Canada. Retrieved 21 April 2018.
6. ↑  Holland & Savelle 1987, pp. 66–77.
7. ↑  Dennett, John Frederick (1838). "The Voyages and Travels of Captains Ross, Parry, Franklin, and Mr. Belzoni: Forming an Interesting History of the Manners, Customs, and Characters of Various Nations".
8. ↑  "North-West Passage". gla.ac.uk.
9. ↑  "About Us | Isle of Man Steam Packet Company". steam-packet.com.